# 植田真梨惠
植田真梨惠（日语：／，1990年9月22日—），日本福岡縣久留米市出身的創作歌手、女演員。所属唱片公司為GIZA studio，事務所為Ading。現居於大阪府。

## 略歴
- 2003年，當時12歳的植田參賽「Jaccom（日语：日本大衆音楽文化協会）音樂節2003」表演「陪哭」（もらい泣き）並獲獎[1]。
- 2006年春，中学畢業後隻身前往大阪開始音樂。個人基於「不想被音樂流派束縛」的想法，開始了創作生涯[2]。
- 2007年春，現場表演吸引了唱片公司的工作人員，正式進入音樂活動[2]。
- 2008年7月，發佈首張EP『無聊的葛蓓莉亞（日语：退屈なコッペリア）』。
- 2010年，舞台劇「ワンハンドレッドライフ」出演。
- 2012年，發佈首張專輯『感傷主義（日语：センチメンタルなリズム）』。